# Sojuz 14
Sojuz 14 (ryska: Союз-14)  var en flygning i det sovjetiska rymdprogrammet. Farkosten sköts upp med en Sojuz-raket från Kosmodromen i Bajkonur den 3 juli 1974. Farkosten dockade med rymdstationen Saljut 3 den 4 juli 1974, Sojuz 14 var den första och enda lyckade flygningen till den sovjetiska rymdstationen Saljut 3. Några timmar efter att ha lämnat rymdstationen den 19 juli 1974 återinträdde den i jordens atmosfär och landade den i Sovjetunionen.